# Зубков (Курская область)
Зубков — хутор в Курском районе Курской области России. Входит в состав Моковского сельсовета.

## География
Хутор находится в центральной части Курской области, в пределах южной части Среднерусской возвышенности, в лесостепной зоне, на правом берегу реки Сейм, вблизи места впадения в неё ручья Моквы, у западной границы города Курска, административного центра района и области.
Улицы
В хуторе улицы: Вишневая, Гагарина, Жемчужная, Мирная, Солнечная, Соловьиная и Соловьиный переулок.

### Климат
Климат характеризуется как умеренно континентальный, с относительно жарким летом и умеренно холодной зимой. Среднегодовая температура воздуха — 5,5 °С. Средняя температура воздуха самого тёплого месяца (июля) — 18,7 °C (абсолютный максимум — 37 °С); самого холодного (января) — −9,3 °C (абсолютный минимум — −35 °С). Безморозный период длится около 152 дней. Среднегодовое количество атмосферных осадков составляет 587 мм, из которых 375 мм выпадает в период с апреля по октябрь. Снежный покров образуется в первой декаде декабря и держится в среднем 125 дней.

### Часовой пояс
Хутор Зубков, как и вся Курская область, находится в часовой зоне МСК (московское время). Смещение применяемого времени относительно UTC составляет +3:00.

## Население
| 2002 | 2010 |
| ---- | ---- |
| 296  | ↗315 |

### Половой состав
По данным Всероссийской переписи населения 2010 года в половой структуре населения мужчины составляли 45,4 %, женщины — соответственно 54,6 %.

### Национальный состав
Согласно результатам переписи 2002 года, в национальной структуре населения русские составляли 98 %.

## Инфраструктура
Личное подсобное хозяйство. В хуторе 130 домов.

## Транспорт
Зубков находится в 2 км от автодороги федерального значения М2 «Крым» (часть европейского маршрута E 105), в 5,5 км от ближайшей ж/д станции Рышково (линия Льгов I — Курск).
В 121 км от аэропорта имени В. Г. Шухова (недалеко от Белгорода).